# Едмунд Аддо
Едмунд Аддо (англ. Edmund Addo, нар. 17 травня 2000) — ганський футболіст, півзахисник клубу «Црвена Звезда» і національної збірної Гани.

## Ігрова кар'єра
Народився 17 травня 2000 року. Вихованець місцевого футбольного клубу «Майті Космос», з якого у 2018 році перейшов до словацької «Сениці», де теж спочатку грав за юнацьку команду.
16 лютого 2019 року він дебютував у складі першої команди у матчі Суперліги проти «Тренчина» (0:3), замінивши в кінці гри Еріка Раміреса. З сезону 2020/21 Аддо став основним гравцем клубу і 15 серпня 2020 року забив перший гол у своїй професіональній кар'єрі, встановивши остаточний рахунок 3:0 у грі чемпіонату проти «Земпліна», а у грудні підписав з командою новий довгостроковий контракт. Всього у головному турнірі Словаччини за три сезони ганець зіграв в 47 матчах, в яких забив 2 м'ячі.
14 липня 2021 року Аддо перейшов у молдовський «Шериф».

## Титули і досягнення
- Чемпіон Молдови (1):

«Шериф»: 2021-22
- Володар Кубка Молдови (1):

«Шериф»: 2021-22

## Статистика виступів

### Статистика клубних виступів
| Сезон             | Команда           | Чемпіонат         | Чемпіонат | Чемпіонат | Національний кубок | Національний кубок | Національний кубок | Континентальні кубки | Континентальні кубки | Континентальні кубки | Інші змагання | Інші змагання | Інші змагання | Усього | Усього | Усього |
| Сезон             | Команда           | Ліга              | Ігор      | Голів     | Ліга               | Ігор               | Голів              | Ліга                 | Ігор                 | Голів                | Ліга          | Ігор          | Голів         | Ігор   | Голів  |        |
| ----------------- | ----------------- | ----------------- | --------- | --------- | ------------------ | ------------------ | ------------------ | -------------------- | -------------------- | -------------------- | ------------- | ------------- | ------------- | ------ | ------ | ------ |
| 2018–19           | «Сениця»          | СЛ                | 2         | 0         | КС                 | 1                  | 0                  |                      | -                    | -                    |               | -             | -             | 3      | 0      |        |
| 2019–20           | «Сениця»          | СЛ                | 17        | 0         | КС                 | 1                  | 0                  |                      | -                    | -                    |               | -             | -             | 18     | 0      |        |
| 2020–21           | «Сениця»          | СЛ                | 28+2      | 2         | КС                 | 0                  | 0                  |                      | -                    | -                    |               | -             | -             | 30     | 2      |        |
| Усього за кар'єру | Усього за кар'єру | Усього за кар'єру | 49        | 2         |                    | 2                  | 0                  |                      | -                    | -                    |               | -             | -             | 51     | 2      |        |